# Villar de la Encina (kommunhuvudort)
Villar de la Encina är en kommunhuvudort i Spanien.   Den ligger i provinsen Provincia de Cuenca och regionen Kastilien-La Mancha, i den centrala delen av landet, 130 km sydost om huvudstaden Madrid. Villar de la Encina ligger 841 meter över havet och antalet invånare är 217.
Terrängen runt Villar de la Encina är lite kuperad. Runt Villar de la Encina är det mycket glesbefolkat, med 7 invånare per kvadratkilometer. Närmaste större samhälle är Belmonte, 18,0 km sydväst om Villar de la Encina. Trakten runt Villar de la Encina består till största delen av jordbruksmark.